# Schaakcafé Het Hok
Schaakcafé Het Hok (ook wel Café Het Hok) was een café in Amsterdam in de Lange Leidsedwarsstraat. 

## Geschiedenis

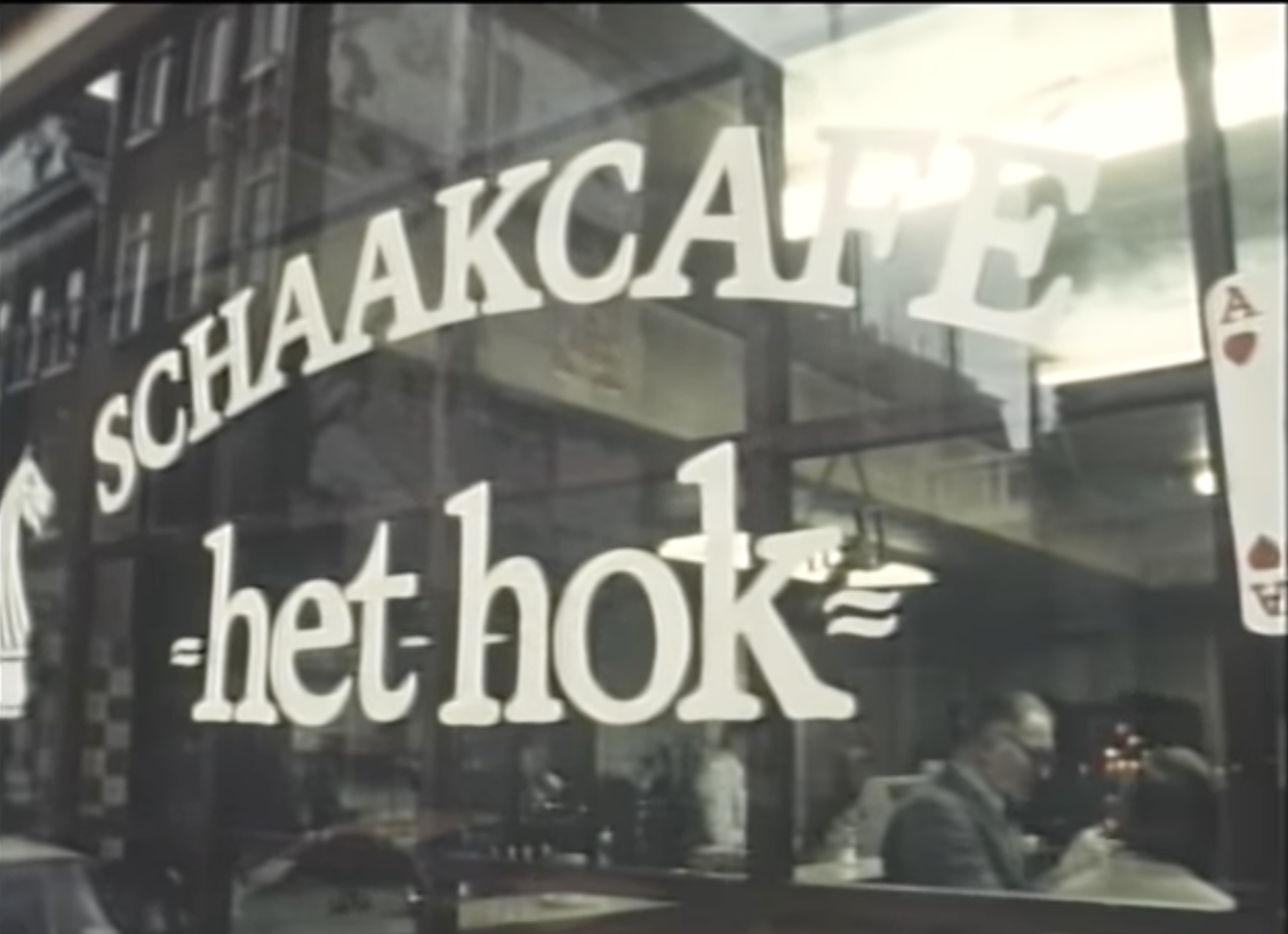

Voorheen bestond op het Leidseplein het schaakcafé De Oude Schouwburg. Dat café had ook wel als bijnaam Het Hok. Ook was de befaamde bridgevereniging het HOK aldaar gevestigd. In 1972 moest De Oude Schouwburg sluiten, omdat het pand werd overgenomen door de naastgelegen broodjeszaak Broodje van Kootje. Een jaar later werd de bedrijfsvoering door enkele medewerkers van De Oude Schouwburg voortgezet in een pand aan de Lange Leidsedwarsstraat. Het café kreeg de naam Schaakcafé Het Hok.
Het Hok sprak verschillende doelgroepen aan: schakers, gokkers, kaarters en toeristen. Er werd ook backgammon en go gespeeld. Er heerste een zekere onderlinge rivaliteit tussen deze doelgroepen. De eerste twintig jaar van het bestaan van Het Hok werd er nog veelvuldig geschaakt, maar daarna nam de interesse van de schakers voor dit café af. Grootmeester Hans Ree schreef dat Het Hok nooit een waardige opvolger is gebleken voor De Oude Schouwburg. Dit werd namelijk Schaakhuis Gambit.
In het café vonden illegale gokpraktijken plaats en zwarte handel in onder meer hasjiesj, wiet, cocaïne, sigaretten, autoradio’s, vuurwapens en kleding.
In 1999 kreeg het café een nieuwe eigenaar, de Armeen Dikran Migdesyan. Het schaken verdween vanaf toen naar de achtergrond. In 2005 constateerde schaker Micha Leuw dat de schakers vrijwel volledig verdwenen waren uit het café. Op de gevel werd de naam Schaakcafé Het Hok gewijzigd in Café Het Hok. Toen journalist Renzo Verwer in 2017 het café bezocht en om een schaakbord met stukken vroeg, moest het personeel lang zoeken om deze te vinden.
In 2025 sloot het café vanwege te weinig inkomsten. Er kwam een restaurant onder de naam "De Hollandse Pot", dat gerechten uit de Nederlandse keuken serveert.

## Bekende bezoekers
Dit overzicht is mogelijk incompleet; u kunt helpen door het uit te breiden.
- Hans Böhm
- Jan Hein Donner
- Rob Hartoch[6]
- Misha Mengelberg[7]
- Max Pam
- Dehlia Timman[8]
- Jan Timman